# Boonie Bears: Guardian Code
Boonie Bears: Guardian Code es una película china de comedia de ciencia ficción animada por computadora de 2023. Es la novena película de la serie Boonie Bears y está dirigida por Lin Yongchang y Shao Heqi. En la película, los jóvenes Briar y Bramble pierden a su madre en un incendio forestal, y muchos años después, Vick los lleva a un instituto de investigación de robots, donde inesperadamente reciben noticias de su madre. 
Fue lanzada en China el 22 de enero de 2023 (en el Año Nuevo chino). El 5 de febrero superó los 200 millones de dólares en taquilla, convirtiéndose en la película más taquillera de la franquicia Boonie Bears.

## Elenco de actores de voz
- Zhang Bingjun como Bramble
  - Zhang Ming como Bramble joven
- Zhang Wei como Briar
- Tan Xiao como Vick
- Miao Yingying
- Jia Chenlu
- Nie Jixuan
- Wang Tianhao
- Wang Siyu

## Banda sonora
El tema principal de la película, «Xing Shan Shan Yue Wan Wan» (星闪闪月弯弯), es cantado por Yisa Yu.

## Lanzamiento
Boonie Bears: Guardian Code se lanzó en China el 22 de enero de 2023 (en el Año Nuevo chino).